# Stenhomalus nagaoi
Stenhomalus nagaoi är en skalbaggsart som beskrevs av Hayashi 1960. Stenhomalus nagaoi ingår i släktet Stenhomalus och familjen långhorningar. Inga underarter finns listade i Catalogue of Life.